# Data Encryption Standard
Data (Digital) Encryption Standard (DES) je v kryptografii symetrická šifra vyvinutá v 70. letech. V roce 1977 byla zvolena za standard (FIPS 46) pro šifrování dat v civilních státních organizacích v USA a následně se rozšířila i do soukromého sektoru.
V současnosti je tato šifra považována za nespolehlivou, protože používá klíč pouze o délce 64 bitů, z toho 8 je kontrolních a 56 efektivních. Navíc algoritmus obsahuje slabiny, které dále snižují bezpečnost šifry. Díky tomu je možné šifru prolomit útokem hrubou silou za méně než 24 hodin.

## Varianty
Možným způsobem jak zvýšit bezpečnost této šifry, je vícenásobná aplikace. Tak vznikl algoritmus Triple DES, který je trojnásobnou aplikací šifry DES. Nejčastěji používaná varianta 3TDES pracuje s klíčem o celkové délce 168 bitů.
Triple DES je oproti novějším algoritmům (AES) daleko pomalejší, a proto se postupně přestává používat.